# Mianning

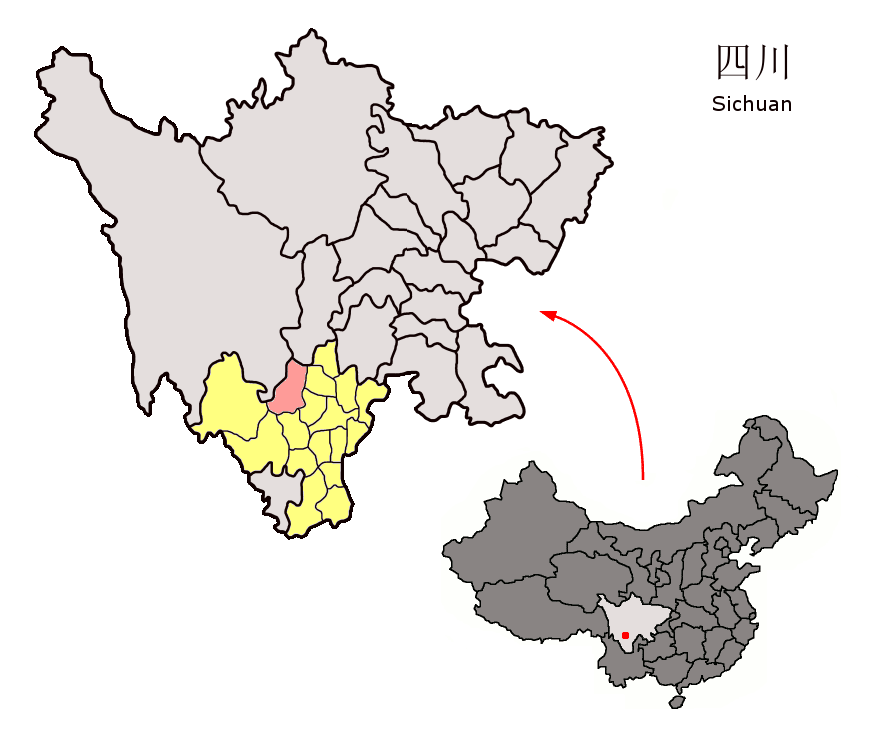
Lage von Mianning in der Provinz Sichuan.

Mianning (chinesisch 冕寧縣 / 冕宁县, Pinyin Miǎnníng Xiàn) ist ein Kreis des Autonomen Bezirks Liangshan der Yi im Süden der chinesischen Provinz Sichuan. Sein Hauptort ist die Großgemeinde Chengxiang (城廂鎮 / 城厢镇). Er hat eine Fläche von 4.086 km² und zählt 369.166 Einwohner (Stand: Zensus 2020).